# Rhithrogena paulinae
Rhithrogena paulinae is een haft uit de familie Heptageniidae. De wetenschappelijke naam van de soort is voor het eerst geldig gepubliceerd in 1992 door Sartori & Sowa.
De soort komt voor in het Palearctisch gebied.